# Harry Dean Stanton
Pour les articles homonymes, voir Stanton.
Harry Dean Stanton est un acteur américain, né le 14 juillet 1926 à Irvine (Kentucky) et mort le 15 septembre 2017 à Los Angeles (Californie).
Fumeur invétéré aux yeux creusés, Harry Dean Stanton est considéré comme un des plus grands acteurs de genre, apparaissant dans plus de deux cents œuvres en près de soixante-cinq ans de carrière.
Dans un premier temps, il apparaît notamment dans Luke la main froide (1967), De l'or pour les braves (1970), Dillinger (1973), Le Parrain II (1974), Adieu ma jolie (1975), Alien (1979), New York 1997 (1981), Christine (1983) ou encore Repo Man (1984).
Il connait une renommée mondiale grâce à son premier rôle principal, celui de Travis dans Paris, Texas de Wim Wenders, Palme d'or au Festival de Cannes 1984. Malgré cette mise en avant, il continue de jouer les seconds rôles, apparaissant notamment dans Un drôle de Noël (1985), Rose bonbon (1986), La Dernière Tentation du Christ (1988), Sailor et Lula (1990), Twin Peaks: Fire Walk with Me (1992), The Straight Story (1999), The Green Mile (1999), Alpha Dog (2006), Inland Empire (2006), Big Love (2006-2010), Rango (2011), Sept Psychopathes (2012) ou encore Twin Peaks: The Return (2017).
Chanteur, guitariste et joueur d'harmonica confirmé, il collabore avec plusieurs musiciens au cours de sa vie, tout en montrant ses divers talents devant la caméra.
Sur grand écran, son dernier rôle est celui du rôle-titre de Lucky de John Carroll Lynch, qui s'inspire de sa vie et qui marque son second premier rôle. Mort d'une insuffisance cardiaque en septembre 2017 à l'âge de 91 ans, il apparait brièvement de manière posthume en 2018 dans le film Frank & Ava (en) de Michael Oblowitz (en).

## Biographie

### Jeunesse
Harry Dean Stanton naît dans l'État du Kentucky de Sheridan, fils d'un cultivateur de tabac et coiffeur, et d'une cuisinière Ersel, née Moberly. Ses parents divorcent quand il est au lycée et tous deux se remarient.
Il étudie au lycée de Lafayette puis à l'université du Kentucky à Lexington où il joue au théâtre de Grand-Guignol sous la direction du metteur en scène britannique Wallace Briggs. Il y étudie le journalisme et la radio. Briggs l'encourage à quitter l'université pour devenir acteur ; il étudie alors au Pasadena Playhouse à Pasadena en Californie, en compagnie de Tyler MacDuff (en) et Dana Andrews.
Stanton sert dans l'US Navy en tant que cuisinier durant la Seconde Guerre mondiale et plus particulièrement la bataille d'Okinawa,.

### Carrière

#### L'acteur
Stanton joue dans des films indépendants comme Macadam à deux voies, Cockfighter, New York 1997, La Mort en prime, et des films  grand public comme Luke la main froide, Alien, Red Dawn, Alpha Dog, Rose bonbon, Christine et La Ligne verte. Il a joué pour Sam Peckinpah, John Milius, David Lynch et Monte Hellman.
Il apparaît pour la première fois dans une série télévisée, Inner Sanctum, en 1954, et fait ses vrais débuts au cinéma, trois ans plus tard, dans le western Tomahawk Trail (en). Il prend le nom de Dean Stanton pour éviter d'être confondu avec l'acteur Harry Stanton.
En 1956, il apparait furtivement dans un rôle non crédité dans le film Le Faux Coupable (The Wrong Man) d'Alfred Hitchcock.
En 1958, il joue un vilain dans le western Le Fier Rebelle (The Proud Rebel) de Michael Curtiz.
Il joue aux côtés de Paul Newman en 1967 dans le film Luke la main froide (Cool Hand Luke) de Stuart Rosenberg. Par ailleurs, il y performe plusieurs chansons.
En 1974, il campe un agent du FBI censé protéger le personnage de Michael V. Gazzo dans Le Parrain, 2e partie de Francis Ford Coppola.
En 1979, il partage l'affiche du film de science-fiction horrifique Alien avec Sigourney Weaver, Tom Skerritt, Yaphet Kotto, Veronica Cartwright, Ian Holm et John Hurt. Dans cette deuxième réalisation de Ridley Scott, Stanton campe le technicien Samuel Elias Brett, qui comme le reste de l'équipage de l’USCSS Nostromo, doit faire face à une menace encore inconnue, le Xénomorphe. Il tient également le rôle d'Asa Hawks dans le film Le Malin (Wise Blood) de John Huston.
En 1980, Bertrand Tavernier lui offre le rôle du producteur de télévision dans La Mort en direct.

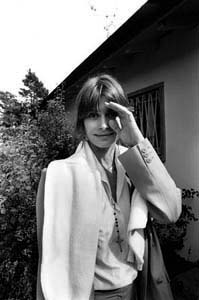
Bien que les scènes de l'acteur avec l'actrice Nastassja Kinski dans Paris, Texas soient peu nombreuses, elles n'en restent pas moins marquantes pour beaucoup.

En 1981, il tourne pour la première fois avec John Carpenter qui lui donne le rôle de « Brain » dans le film de science-fiction musclé New York 1997 (Escape from New York) porté par Kurt Russell, et dans lequel Stanton donne notamment la réplique à Adrienne Barbeau. Il retrouve le cinéaste en 1983, tenant alors le rôle de l'inspecteur de police Rudolph Junkins dans le film Christine, d'après le roman de Stephen King.
La célébrité lui vient en 1984 lorsque le scénariste Sam Shepard le propose et qu'il est choisi par Wim Wenders pour tenir le rôle principal du film Paris, Texas. En effet, Stanton avoue un jour à Shepard : « être malade des rôles qu'il jouait » et qu'il voulait jouer un rôle qui a « une certaine beauté ou sensibilité ». Dans ce film qui remporte la Palme d'or au Festival de Cannes, il y joue le rôle de Travis, un père amnésique qui débute le film en marchant vers une destination inconnue,. Il s'agit du premier des deux rôles principaux qu'il joue en plus de soixante-ans de carrière. Au sujet de l'acteur, Shepard déclarera plus tard : « Il est un de ces acteurs qui sait que son visage est l'histoire »,. Il chante également la chanson Canción mixteca avec Ry Cooder à la guitare. En 2016, Wenders révèle que Stanton était anxieux à cause de l'écart d'âge de près de 35 ans, entre lui et Nastassja Kinski. Ne voulant pas aller à Cannes, Wenders lui conseille de prendre un assistant afin de l'aider, ce dernier s'avère être un tout jeune Sean Penn. La même année, il tient également le rôle de Bud, le chef d'Emilio Estevez dans Repo Man, d'Alex Cox.
En 1986, il joue le père de Molly Ringwald dans Rose bonbon (Pretty in Pink) d'Howard Deutch.

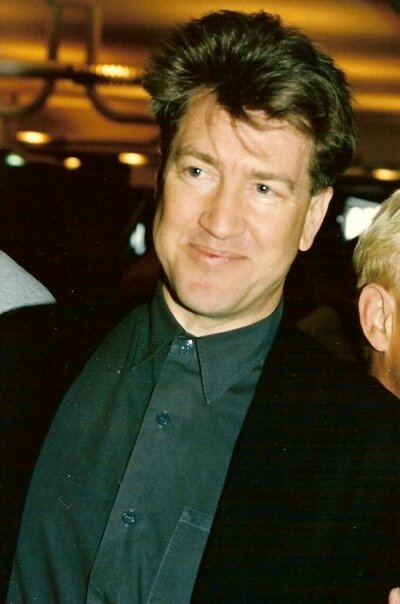
L'année 1988 marque la première collaboration entre Stanton et le réalisateur David Lynch. Les deux deviendront des amis et collaboreront ensemble pendant près de trente ans.

En 1988, il tourne dans le court métrage The Cowboy and the Frenchman de David Lynch, qui marque la première des huit collaborations entre les deux hommes qui s'étalent sur près d'une trentaine d'années. Il tient également le rôle de Saul / Paul de Tarse dans La Dernière Tentation du Christ (The Last Temptation of Christ) de Martin Scorsese.
Il retrouve Lynch en 1990 dans le film Sailor et Lula (Wild at Heart) porté par Nicolas Cage et Laura Dern et récipiendaire de la Palme d'or au Festival de Cannes, dans lequel il joue le détective privé Johnnie Farragut chargé de retrouver ces deux derniers. Nouvelle collaboration entre les deux hommes en 1992, avec Twin Peaks: Fire Walk with Me, suite sur grand écran de la série Twin Peaks (1990-1991) dans laquelle l'acteur joue le rôle de Carl Rodd, le propriétaire du Fat Trout trailer park. L'année d'après, Stanton apparait dans le pilote de la mini-série Hotel Room de Lynch, diffusée sur HBO.
En 1999, il retrouve Lynch dans Une histoire vraie (The Straight Story) qui narre la traversée en micro-tracteur tondeuse à gazon d'Alvin Straight, campé par Richard Farnsworth, qui tente d'aller voir son frère joué par Stanton. Bien que n'apparaissant que brièvement à la fin du film et ne prononçant que quelques mots, sa scène est considérée comme un parfait exemple de sa carrière d'acteur de genre, comme l'explique John Carroll Lynch, qui fera tourner Dean Stanton dix-huit ans plus tard : « On est comme une bande, qu’on retrouve d’un film à l’autre [... » Qu’ont-ils en commun ? À mon avis, la capacité de rendre réel, aux yeux du spectateur, le monde dans lequel ils évoluent [...] la scène de Harry Dean dans Avengers. Au milieu de ce déchainement d’événements surnaturels, il y a soudain ce moment très puissant, où un agent de sécurité accepte de la façon la plus naturelle du monde la dualité de Bruce Banner et le remotive pour partir au combat. Le monde dans lequel vivent les héros semble soudain réel aux spectateurs. C’est pareil dans Alien, quand Harry tombe nez à nez avec le xénomorphe. Ou dans Une Histoire vraie : il n’est présent que 5 minutes à l’écran, mais il apporte une résonance émotionnelle extraordinaire au film. Toute la quête de Richard Farnsworth, qu’on a suivie pendant 90 minutes, s’incarne soudain sur le visage de cet homme assis sur un porche. Et il prononce à peine trois mots !.
De 2006 à 2010, il campe le prophète Roman Grant (en), un des principaux personnages de la série d'HBO Big Love. En 2006, il tient le rôle de Freddie Howard dans Inland Empire, dernier film de David Lynch.
En 2010, il apparait dans le premier épisode de la quatrième saison de la série Chuck.
En 2011, il prête sa voix à la taupe Balthazar dans le western d'animation Rango de Gore Verbinski.
En 2012, il fait deux brèves apparitions sur grand écran. Ainsi, il tient le rôle d'un quaker vindicatif dans une séquence du film de gangsters à humour noir Sept Psychopathes (Seven Psychopaths) de Martin McDonagh. Il fait également une apparition dans le film Avengers de Joss Whedon, sixième volet de l'univers cinématographique Marvel qui connait un succès mondial.
En 2013, il tient le rôle secondaire d'un fermier dans le film Le Dernier Rempart (The Last Stand), première réalisation sur le sol américain du réalisateur sud-coréen Kim Jee-woon, qui marque également le retour d'Arnold Schwarzenegger au premier plan après dix ans. Il est également au centre du documentaire Harry Dean Stanton: Partly Fiction.

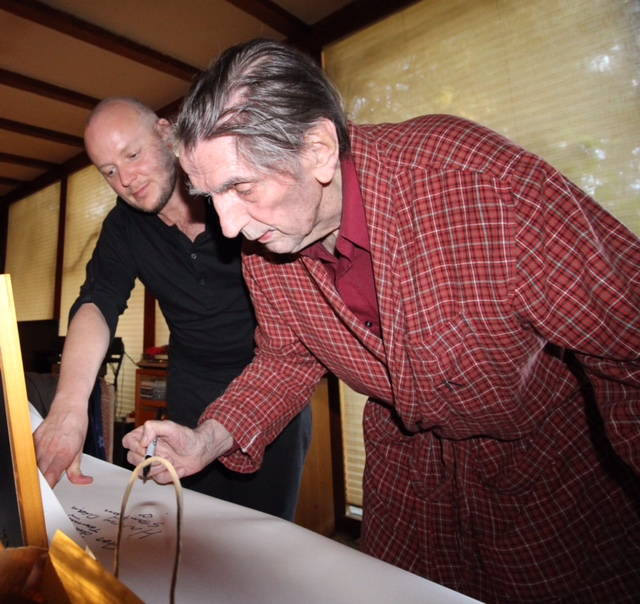
Harry Dean Stanton en 2015.

En 2014, il reprend le rôle de Samuel Elias Brett pour les besoins du jeu vidéo Alien: Isolation qui comprend également les retours de Sigourney Weaver, Tom Skerritt, Yaphet Kotto et Veronica Cartwright.
Courant 2017 et alors nonagénaire, il incarne le rôle principal de l’élégie cinématographique Lucky, première réalisation de John Carroll Lynch qui s'inspire de sa vie et de sa personnalité et qui marque également son dernier rôle au cinéma de son vivant ainsi que son second premier rôle,,. Dans des rôles secondaires, il retrouve dans un premier temps David Lynch, puis Tom Skerritt, trente-huit ans après le film Alien. Le film est extrêmement bien reçu,. Il y performe également la chanson ranchera Volver, Volver (en).
De juin à août 2017, il reprend le rôle de Carl Rodd dans la troisième saison de la série Twin Peaks, vingt-cinq ans après le film Twin Peaks: Fire Walk with Me sorti en 1992.
De manière posthume, il joue brièvement en 2018 le rôle d'un shérif dans le film Frank & Ava (en) de Michael Oblowitz (en).

#### Le musicien
Stanton a aussi joué dans des clubs en tant que chanteur et guitariste, principalement de musique country. Il a travaillé avec des musiciens comme Bob Dylan, Art Garfunkel ou Kris Kristofferson et a joué de l'harmonica pour le groupe The Call sur l'album Let the Day Begin en 1989.

### Mort
Harry Dean Stanton meurt à 91 ans, le 15 septembre 2017, à Los Angeles,. Il est inhumé aux Blue Grass Memorial Gardens and Mausoleum, dans le Kentucky.

## Vie privée
Harry Dean Stanton ne s'est jamais marié mais a entretenu une relation avec la comédienne Rebecca De Mornay avec qui il est ensuite resté en bons termes. Elle l'avait plus tard choisi pour jouer à ses côtés dans le thriller Excès de confiance en 1996 dont elle était la productrice exécutive.
L'acteur était également connu pour être un fumeur invétéré.

## L'acteur vu par la critique
Pour sa critique du film Dream a Little Dream (1989), Roger Ebert déclare : « Dream a Little Dream est une violation flagrante de la règle Stanton-Walsh, qui stipule qu'« aucun film mettant en vedette Harry Dean Stanton ou M. Emmet Walsh dans un rôle secondaire peut être entièrement mauvais ». »,.

## Dans la culture populaire
Harry Dean Stanton est notamment mentionné dans la chanson I Want That Man (en) (1989) de Debbie Harry.

## Filmographie
Sauf indication contraire, les informations mentionnées dans cette section peuvent être confirmées par la base de données cinématographiques IMDb,  présente dans la section « Liens externes ».

### Cinéma

#### Années 1950
- 1956 : Le Faux Coupable (The wrong man) de Alfred Hitchcock
- 1957 : Tomahawk Trail (en), de Lesley Selander
- 1957 : Revolt at Fort Laramie (en), de Lesley Selander
- 1958 : Le Fier Rebelle (The Proud Rebel), de Michael Curtiz
- 1958 : Voice in the Mirror, de Harry Keller
- 1959 : La Gloire et la Peur (Pork Chop Hill), de Lewis Milestone
- 1959 : Violence au Kansas (The Jayhawkers!), de Melvin Frank
- 1959 : A Dog's Best Friend (en), d'Edward L. Cahn

#### Années 1960
- 1960 : Les Aventuriers du fleuve (The Adventures of Huckleberry Finn), de Michael Curtiz
- 1962 : Hero's Island,(L'île de la violence) de Leslie Stevens
- 1962 : La Conquête de l'Ouest (How the West Was Won), de John Ford, Henry Hathaway et George Marshall
- 1963 : Les Pieds dans le plat (The Man from the Diner's Club), de Frank Tashlin
- 1965 : L'Ouragan de la vengeance (Ride in the Whirlwind), de Monte Hellman
- 1967 : La Poursuite des tuniques bleues (A Time for Killing), de Phil Karlson
- 1967 : The Hostage (en), de Russell S. Doughten Jr. (en)
- 1967 : Luke la main froide (Cool Hand Luke), de Stuart Rosenberg
- 1968 : Le Jour des Apaches (Day of the Evil Gun), de Jerry Thorpe
- 1968 : The Mini-Skirt Mob (en), de Maury Dexter
- 1969 : Lanton Mills, de Terrence Malick (court-métrage)

#### Années 1970
- 1970 : Les Motos de la violence (The Rebel Rousers), de Martin B. Cohen (en)
- 1970 : De l'or pour les braves (Kelly's Heroes), de Brian G. Hutton
- 1971 : Macadam à deux voies (Two-Lane Blacktop), de Monte Hellman
- 1972 : Cisco Pike, de Bill L. Norton
- 1972 : L'Apache (Cry for Me, Billy), de William A. Graham
- 1973 : Pat Garrett et Billy le Kid, de Sam Peckinpah
- 1973 : Dillinger, de John Milius
- 1974 : Zandy's Bride, de Jan Troell
- 1974 : Where the Lilies Bloom de William A. Graham : Kiser Pease
- 1974 : Cockfighter, de Monte Hellman
- 1974 : Le Parrain II (The Godfather: Part II), de Francis Ford Coppola
- 1975 : Another Day at the Races, de Richard Bailey
- 1975 : Rancho Deluxe, de Frank Perry
- 1975 : Adieu ma jolie (Farewell, My Lovely), de Dick Richards
- 1975 : 92 in the Shade, de Thomas McGuane
- 1975 : Rafferty and the Gold Dust Twins, de Dick Richards
- 1976 : Missouri Breaks (The Missouri Breaks), d'Arthur Penn
- 1978 : Renaldo et Clara, de Bob Dylan
- 1978 : Le Récidiviste (Straight Time), d'Ulu Grosbard
- 1979 : Alien-Le huitième passager (Alien), de Ridley Scott
- 1979 : Le Malin (Wise Blood), de John Huston
- 1979 : The Rose, de Mark Rydell

#### Années 1980
- 1980 : Flics-Frac ! (The Black Marble), de Harold Becker
- 1980 : La Mort en direct, de Bertrand Tavernier
- 1980 : La Bidasse (Private Benjamin), de Howard Zieff
- 1981 : New York 1997 (Escape from New York), de John Carpenter : Harold « Brain » Hellman
- 1982 : Coup de cœur (One from the Heart), de Francis Ford Coppola
- 1982 : Docteurs in love (Young Doctors in Love), de Garry Marshall
- 1983 : Christine, de John Carpenter : l'inspecteur de police Rudolph Junkins
- 1984 : Repo Man, d'Alex Cox : Bud
- 1984 : Paris, Texas, de Wim Wenders
- 1984 : The Bear, de Richard C. Sarafian
- 1984 : L'Aube rouge (Red Dawn), de John Milius
- 1985 : UFOria (en), de John Binder
- 1985 : Un drôle de Noël (One Magic Christmas), de Phillip Borsos
- 1985 : Fool for Love, de Robert Altman
- 1986 : Rose bonbon (Pretty in Pink), de Howard Deutch : Jack Walsh
- 1987 : Slam Dance, de Wayne Wang
- 1988 : Un Anglais à New York (Stars and Bars), de Pat O'Connor
- 1988 : Mr. North, de Danny Huston
- 1988 : La Dernière Tentation du Christ (The Last Temptation of Christ), de Martin Scorsese : Saul / Paul de Tarse
- 1989 : Dream a Little Dream, de Marc Rocco

#### Années 1990
- 1990 : La Quatrième Guerre (The Fourth War), de John Frankenheimer
- 1990 : Sailor et Lula (Wild at Heart), de David Lynch
- 1990 : Twister, de Michael Almereyda
- 1992 : Cruise Control, de Matt Palmieri (court-métrage)
- 1992 : Twin Peaks: Fire Walk with Me, de David Lynch
- 1992 : Man Trouble, de Bob Rafelson
- 1993 : Gentleman Who Fell, de Lisa Bonet (court-métrage)
- 1994  : Blue Tiger, de Norberto Barba
- 1995 : Les Cent et Une Nuits de Simon Cinéma, d'Agnès Varda
- 1995 : Excès de confiance (Never Talk to Strangers), de Peter Hall
- 1996 : Touche pas à mon périscope (Down Periscope), de David S. Ward
- 1997 : Midnight Blue, de Skott Snider
- 1997 : She's So Lovely, de Nick Cassavetes
- 1997 : Menace toxique (Fire Down Below), de Félix Enríquez Alcalá
- 1998 : Ballad of the Nightingale, de Guy Greville-Morris
- 1998 : Las Vegas Parano (Fear and Loathing in Las Vegas), de Terry Gilliam
- 1998 : Les Puissants (The Mighty), de Peter Chelsom
- 1998 : Préjudice (A Civil Action), de Steven Zaillian
- 1999 : Une histoire vraie (The Straight Story), de David Lynch
- 1999 : La Ligne verte (The Green Mile), de Frank Darabont : Toot-Toot, le testeur / projectionniste

#### Années 2000
- 2000 : Les Larmes d'un homme (The Man Who Cried), de Sally Potter
- 2000 : Sand (en), de Matt Palmieri
- 2001 : The Pledge, de Sean Penn
- 2002 : Sonny, de Nicolas Cage
- 2002 : Ginostra, de Manuel Pradal
- 2003 : Self Control (Anger Management), de Peter Segal
- 2004 : Chrystal, de Ray McKinnon
- 2004 : La Grande Arnaque (The Big Bounce), de George Armitage
- 2005 : The Wendell Baker Story, d'Andrew Wilson et Luke Wilson
- 2006 : Alpha Dog, de Nick Cassavetes
- 2006 : Toi et moi... et Dupree, d'Anthony et Joe Russo : Curly
- 2007 : Inland Empire, de David Lynch : Freddie Howard
- 2007 : The Good Life (en) de Steve Berra (en) : Gus
- 2007 : Being Michael Madsen (en) de Michael Mongillo (en) : lui-même
- 2007 : Mr. Warmth: The Don Rickles Project (en) : lui-même (documentaire)
- 2009 : The Open Road (en) de Michael Meredith (en): Amon

#### Années 2010
- 2011 : Rango, de Gore Verbinski : Balthazar (animation)
- 2011 : This Must Be the Place, de Paolo Sorrentino : Robert Plath
- 2012 : Avengers (The Avengers), de Joss Whedon : le garde de la sécurité
- 2012 : Sept Psychopathes (Seven Psychopaths), de Martin McDonagh : l'homme avec un chapeau
- 2012 : Harry Dean Stanton: Partly Fiction : lui-même (documentaire)
- 2013 : Le Dernier Rempart (The Last Stand) de Kim Jee-woon : M. Parsons
- 2013 : 9 Full Moons (en) de Tomer Almagor : Dimitri
- 2017 : Lucky de John Carroll Lynch : Lucky
- 2018 : Frank & Ava (en) de Michael Oblowitz (en) : le shérif Lloyd

### Télévision

#### Téléfilms
- 1961 : The Million Dollar Incident (en), de Norman Jewison
- 1965 : Rawhide (The Meeting) d'Charles Warren
- 1966 : Un nommé Kiowa Jones (The Dangerous Days of Kiowa Jones) d'Alex March
- 1970 : The Intruders (en), de William A. Graham
- 1979 : Flatbed Annie & Sweetiepie: Lady Truckers, de Robert Greenwald
- 1980 : The Oldest Living Graduate, de Jack Hofsiss (en)
- 1983 : Condamnation sans appel (I Want to Live), de David Lowell Rich
- 1989 : Monster Maker, de Giles Foster
- 1991 : Dette de sang (Payoff), de Stuart Cooper
- 1993 : Hostages, de David Wheatley
- 1994 : Les Révoltés d'Attica, de John Frankenheimer
- 1996 : Playback (TV), d'Oley Sassone
- 2009 : Alice, de Nick Willing

#### Séries télévisées
- 1957 : Suspicion, d'Alfred Hitchcock : Bill (épisode Four O'Clock)
- 1960 : Alfred Hitchcock présente (Alfred Hitchcock Presents) de Stuart Rosenberg : Lemon (saison 5, épisode 37)
- 1967 : Les Mystères de l'Ouest (The Wild Wild West) de James B. Clark : Lucius Brand (saison 3 épisode 7)
- 1988 : The Cowboy and the Frenchman de David Lynch : Slim (court métrage)
- 1993 : Hotel Room de David Lynch et Monty Montgomery (en) : Moe Boca (1 épisode)
- 1996 : Lonesome Dove : Les Jeunes Années (Dead Man's Walk) d'Yves Simoneau : Shadrach (3 épisodes)
- 2006-2010 : Big Love : Roman Grant (39 épisodes)
- 2010 : Chuck : Harry (saison 4, épisode 1)
- 2017 : Twin Peaks de David Lynch : Carl Rodd (saison 3, 5 épisodes)

### Jeu vidéo
- 2014 : Alien: Isolation : Samuel Brett

## Voix francophones
En version française, Harry Dean Stanton est dans un premier temps doublé par Marc Cassot dans Le Fier Rebelle, Lucien Bryonne dans Les Aventuriers du fleuve, Serge Lhorca  dans La Poursuite des tuniques bleues ou encore Pierre Trabaud dans Le Jour des Apaches. N'ayant pas de voix régulière, il est tout de même doublé par Bernard Tiphaine à huit reprises entre 1970 et 2013, ce dernier étant sa voix dans De l'or pour les braves, Slam Dance, She's So Lovely, The Pledge, Mon oncle Charlie This Must Be the Place, Avengers et Le Dernier Rempart.
De 1972 à 1984, Harry Dean Stanton est doublé par Francis Lax dans L'Apache, Claude Joseph dans Adieu ma jolie et Le Récidiviste, Marc de Georgi dans Missouri Breaks et The Rose, Alain Dorval dans Alien, Jacques Richard  dans La Bidasse, Jacques Balutin dans New York 1997 ou encore Bernard Tixier  dans La Mort en prime, tandis que Marc Cassot le retrouve dans  Christine. Autre voix notable de l'acteur, Gilles Segal le double entre 1984 et 1997 dans L'Aube rouge, Paris, Texas, Rose bonbon, Sailor et Lula et Menace toxique.
Par la suite, hormis Tiphaine et Segal mentionnés plus haut, Harry Dean Stanton est doublé par Jean-Pierre Moulin à deux reprises en 1992 puis 2017 dans Twin Peaks: Fire Walk with Me et Twin Peaks, ainsi qu'à titre exceptionnel, entre 1985 et 2010, par Jacques Dynam dans Fool for Love, Jean-Luc Kayser dans La Dernière Tentation du Christ, Pierre Hatet dans La quatrième guerre, Jean Lescot dans Man Trouble, Christian Pélissier dans Touche pas à mon périscope, Dominique Collignon-Maurin dans La Ligne Verte, Philippe Mercier dans Les Larmes d'un homme ou encore Philippe Dumond dans Toi et moi... et Dupree. Michel Modo puis Marcel Guido le doublent dans Big Love.